# Polyrhachis bubala
Polyrhachis bubala é uma espécie de formiga do gênero Polyrhachis, pertencente à subfamília Formicinae.